# Bryce Deadmon
Bryce Deadmon (né le 26 mars 1997 à Missouri City) est un athlète américain, spécialiste du 400 mètres.

## Biographie
Lors des Jeux olympiques de 2020 à Tokyo, il s'adjuge la médaille de bronze du relais 4 × 400 mètres mixte grâce à sa participation aux séries. Quelques jours plus tard, il participe à la finale du relais 4 × 400 m et remporte la médaille d'or en compagnie de Michael Cherry, Michael Norman et Rai Benjamin.
Le 24 juillet 2022, il remporte la médaille d'or du relais 4 × 400 m des championnats du monde 2022, à Eugene, en compagnie de Elija Godwin, Michael Norman et Champion Allison, dans le temps de 2 min 56 s 17, meilleure performance mondiale de l'année.
Aux Jeux olympiques de Paris il est 3e relayeur et devient champion olympique du 4 × 400 m  avec ses coéquipiers Christopher Bailey, Vernon Norwood et Rai Benjamin en réalisant 2 min 54 s 43, un record olympique, à quatorze centièmes du record du monde. Il est également médaillé d'argent au 4 × 400 m mixte.

## Palmarès
| Date | Compétition           | Lieu     | Résultat | Épreuve         | Temps                    |
| ---- | --------------------- | -------- | -------- | --------------- | ------------------------ |
| 2021 | Jeux olympiques       | Tokyo    | 3e       | 4 × 400 m mixte | Participation aux séries |
| 2021 | Jeux olympiques       | Tokyo    | 1er      | 4 × 400 m       | 2 min 55 s 70            |
| 2022 | Championnats du monde | Eugene   | 1er      | 4 × 400 m       | 2 min 56 s 17            |
| 2022 | Championnats NACAC    | Freeport | 1er      | 4 × 400 m       | 3 min 1 s 79             |
| 2022 | Championnats NACAC    | Freeport | 3e       | 400 m           | 45 s 06                  |
| 2024 | Jeux olympiques       | Paris    | 2e       | 4 × 400 m mixte | 3 min 7 s 74             |
| 2024 | Jeux olympiques       | Paris    | 1er      | 4 × 400 m       | 2 min 54 s 43            |

### National
- Championnats des États-Unis d'athlétisme :
  - Plein air : vainqueur du 400 m en 2023

## Records personnels
| Épreuve | Temps   | Lieu   | Date           |
| ------- | ------- | ------ | -------------- |
| 400 m   | 44 s 22 | Eugene | 8 juillet 2023 |